# 大島北インターチェンジ
大島北インターチェンジ（おおしまきたインターチェンジ）は、愛媛県今治市宮窪町宮窪にある西瀬戸自動車道（通称：しまなみ海道）のインターチェンジである。
尾道方面へのハーフICである。
開通当初は「宮窪出入口」と呼ばれていた。

## 接続する道路
- 西瀬戸自動車道（10番）
- 接続する道路：国道317号

## 料金所

### 入口
- レーン数:2
  - ETC専用:1
  - 一般:1

### 出口
- レーン数:2
  - ETC専用:1
  - 一般:1

## 周辺
- 伯方・大島大橋

## 隣
西瀬戸自動車道
(9)伯方島IC/BS - (10)大島北IC - 大島BS - (11)大島南IC